# Lijst van afleveringen van Miami Vice
Dit is een lijst met afleveringen van de Amerikaanse televisieserie Miami Vice. De serie telt 5 seizoenen. Een overzicht van alle afleveringen is hieronder te vinden.

## Seizoen 1
| Nr. | Titel aflevering                                | Uitzenddatum VS   |
| --- | ----------------------------------------------- | ----------------- |
| 1   | Brother's Keeper                                | 16 september 1984 |
| 2   | Heart of Darkness                               | 28 september 1984 |
| 3   | Cool Runnin'                                    | 5 oktober 1984    |
| 4   | Calderone's Return: Part 1 - The Hit List       | 19 oktober 1984   |
| 5   | Calderone's Return: Part 2 - Calderone's Demise | 26 oktober 1984   |
| 6   | One Eyed Jack                                   | 2 november 1984   |
| 7   | No Exit                                         | 9 november 1984   |
| 8   | The Great McCarthy                              | 16 november 1984  |
| 9   | Glades                                          | 30 november 1984  |
| 10  | Give a Little, Take a Little                    | 7 december 1984   |
| 11  | Little Prince                                   | 14 december 1984  |
| 12  | Milk Run                                        | 4 januari 1985    |
| 13  | Golden Triangle: Part 1                         | 11 januari 1985   |
| 14  | Golden Triangle: Part 2                         | 18 januari 1985   |
| 15  | Smuggler's Blues                                | 1 februari 1985   |
| 16  | Rites of Passage                                | 8 februari 1985   |
| 17  | The Maze                                        | 22 februari 1985  |
| 18  | Made for Each Other                             | 8 maart 1985      |
| 19  | The Home Invaders                               | 15 maart 1985     |
| 20  | Nobody Lives Forever                            | 29 maart 1985     |
| 21  | Evan                                            | 3 mei 1985        |
| 22  | Lombard                                         | 10 mei 1985       |

## Seizoen 2
| Nr. | Titel aflevering              | Uitzenddatum VS   |
| --- | ----------------------------- | ----------------- |
| 1   | The Prodigal Son              | 27 september 1985 |
| 2   | Whatever Works                | 4 oktober 1985    |
| 3   | Out Where the Buses Don't Run | 18 oktober 1985   |
| 4   | The Dutch Oven                | 25 oktober 1985   |
| 5   | Buddies                       | 1 november 1985   |
| 6   | Junk Love                     | 8 november 1985   |
| 7   | Tale of the Goat              | 15 november 1985  |
| 8   | Bushido                       | 22 november 1985  |
| 9   | Bought and Paid For           | 29 november 1985  |
| 10  | Back in the World             | 6 december 1985   |
| 11  | Phil the Shill                | 13 december 1985  |
| 12  | Definitely Miami              | 10 januari 1986   |
| 13  | Yankee Dollar                 | 17 januari 1986   |
| 14  | One Way Ticket                | 24 januari 1986   |
| 15  | Little Miss Dangerous         | 31 januari 1986   |
| 16  | Florence Italy                | 14 februari 1986  |
| 17  | French Twist                  | 21 februari 1986  |
| 18  | The Fix                       | 7 maart 1986      |
| 19  | Payback                       | 14 maart 1986     |
| 20  | Free Verse                    | 4 april 1986      |
| 21  | Trust Fund Pirates            | 2 mei 1986        |
| 22  | Sons and Lovers               | 9 mei 1986        |

## Seizoen 3
| Nr. | Titel aflevering                | Uitzenddatum VS   |
| --- | ------------------------------- | ----------------- |
| 1   | When Irish Eyes Are Crying      | 26 september 1986 |
| 2   | Stone's War                     | 3 oktober 1986    |
| 3   | Killshot                        | 10 oktober 1986   |
| 4   | Walk-Alone                      | 17 oktober 1986   |
| 5   | The Good Collar                 | 24 oktober 1986   |
| 6   | Shadow in the Dark              | 31 oktober 1986   |
| 7   | El Viejo                        | 7 november 1986   |
| 8   | Better Living Through Chemistry | 14 november 1986  |
| 9   | Baby Blues                      | 21 november 1986  |
| 10  | Streetwise                      | 5 december 1986   |
| 11  | Forgive Us Our Debts            | 12 december 1986  |
| 12  | Down for the Count: Part 1      | 9 januari 1987    |
| 13  | Down for the Count: Part 2      | 16 januari 1987   |
| 14  | Cuba Libre                      | 23 januari 1987   |
| 15  | Duty and Honour                 | 6 februari 1987   |
| 16  | Theresa                         | 13 februari 1987  |
| 17  | The Afternoon Plane             | 20 februari 1987  |
| 18  | Lend Me an Ear                  | 27 februari 1987  |
| 19  | Red Tape                        | 13 maart 1987     |
| 20  | By Hooker by Crook              | 20 maart 1987     |
| 21  | Knock, Knock, Who's There?      | 27 maart 1987     |
| 22  | Viking Bikers from Hell         | 3 april 1987      |
| 23  | Everybody's in Showbiz...       | 1 mei 1987        |
| 24  | Heroes of the Revolution        | 8 mei 1987        |

## Seizoen 4
| Nr. | Titel aflevering        | Uitzenddatum VS   |
| --- | ----------------------- | ----------------- |
| 1   | Contempt of Court       | 25 september 1987 |
| 2   | Amen...Send Money       | 2 oktober 1987    |
| 3   | Death and the Lady      | 16 oktober 1987   |
| 4   | The Big Thaw            | 23 oktober 1987   |
| 5   | Child's Play            | 30 oktober 1987   |
| 6   | God's Work              | 6 november 1987   |
| 7   | Missing Hours           | 19 november 1987  |
| 8   | Like a Hurricane        | 20 november 1987  |
| 9   | The Rising Sun of Death | 4 december 1987   |
| 10  | Love at First Sight     | 15 januari 1988   |
| 11  | Rock and a Hard Place   | 22 januari 1988   |
| 12  | The Cows of October     | 5 februari 1988   |
| 13  | Vote of Confidence      | 12 februari 1988  |
| 14  | Baseballs of Death      | 19 februari 1988  |
| 15  | Indian Wars             | 26 februari 1988  |
| 16  | Honor Among Thieves?    | 4 maart 1988      |
| 17  | Hell Hath No Fury       | 11 maart 1988     |
| 18  | Badge of Dishonor       | 18 maart 1988     |
| 19  | Blood & Roses           | 1 april 1988      |
| 20  | A Bullet for Crockett   | 15 april 1988     |
| 21  | Deliver Us from Evil    | 29 april 1988     |
| 22  | Mirror Image            | 6 mei 1988        |

## Seizoen 5
| Nr. | Titel aflevering         | Uitzenddatum VS  |
| --- | ------------------------ | ---------------- |
| 1   | Hostile Takeover         | 4 november 1988  |
| 2   | Redemption in Blood      | 11 november 1988 |
| 3   | Heart of Night           | 18 november 1988 |
| 4   | Bad Timing               | 2 december 1988  |
| 5   | Borrasca                 | 9 december 1988  |
| 6   | Line of Fire             | 16 december 1988 |
| 7   | Asian Cut                | 13 januari 1989  |
| 8   | Hard Knocks              | 20 januari 1989  |
| 9   | Fruit of the Poison Tree | 3 februari 1989  |
| 10  | To Have and to Hold      | 10 februari 1989 |
| 11  | Miami Squeeze            | 17 februari 1989 |
| 12  | Jack of All Trades       | 3 maart 1989     |
| 13  | The Cell Within          | 10 maart 1989    |
| 14  | The Lost Madonna         | 17 maart 1989    |
| 15  | Over the Line            | 28 april 1989    |
| 16  | Victims of Circumstance  | 5 mei 1989       |
| 17  | Freefall                 | 21 mei 1989      |
| 18  | World of Trouble         | 14 juni 1989     |
| 19  | Miracle Man              | 21 juni 1989     |
| 20  | Leap of Faith            | 28 juni 1989     |
| 21  | Too Much, Too Late       | 25 januari 1990  |